# Péchy család
A péchújfalusi nemes és gróf Péchy család Sáros vármegye legrégebbi családjainak egyike.

## Története

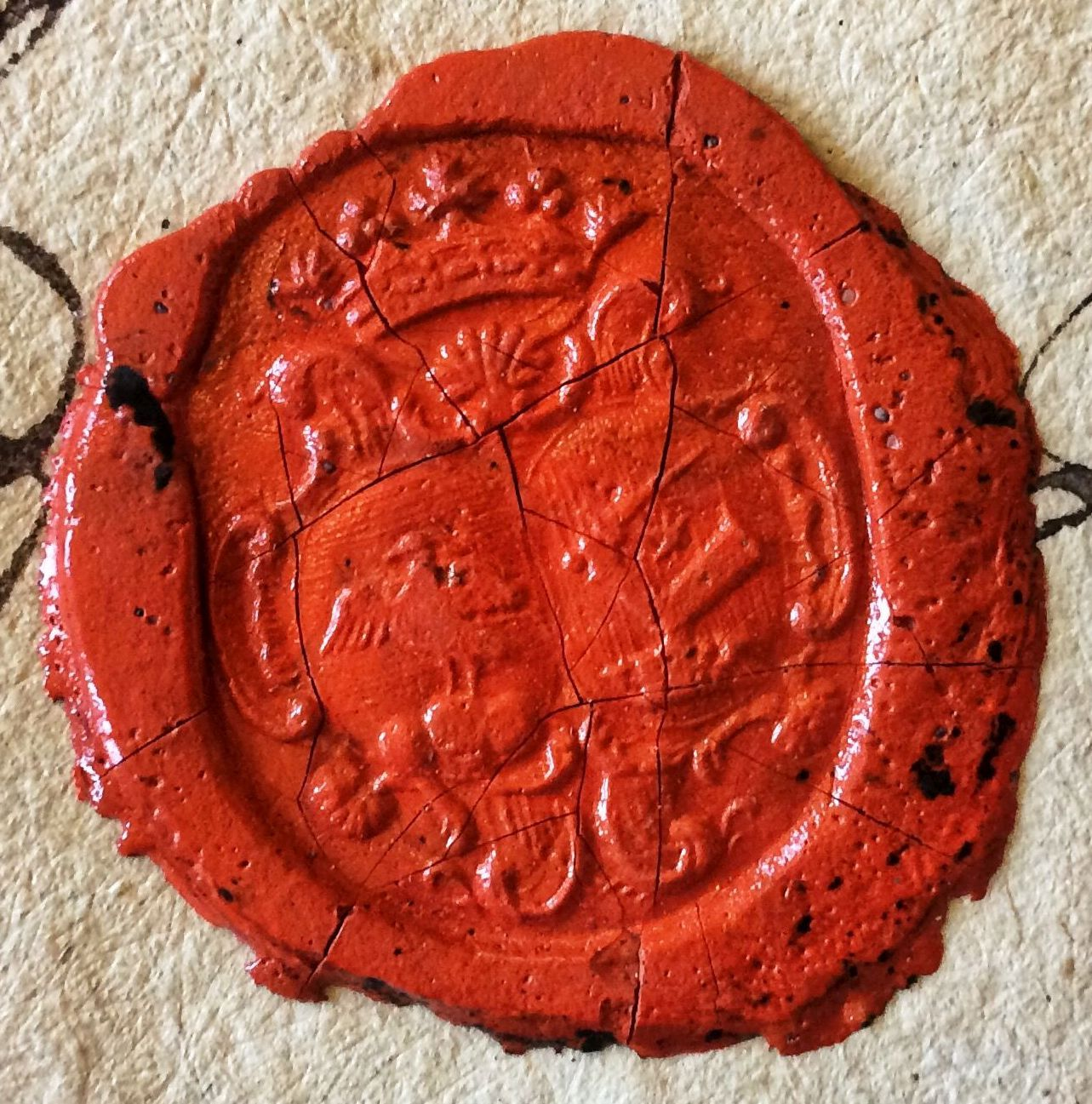
A család címere felsőőri Bertha Mária (1761–1830) 1798-as sopronyi pecsétjén, akinek férje Péchy Pál (1756–?) volt.

Első, dokumentumokkal alátámasztható őse László, aki a családi hagyományok szerint Szigetvár környékéről menekült Kolozsvárra a török elől, s itt polgárjogot nyert. Feleségétől, Brigittától 3 fiú (Gáspár, Márton és György) valamint 4 leánygyermeke (Orsolya, Anna, Márta és Erzsébet) maradt.
A család életébe 1551-ben Lippa ostroma hozott jelentős változást: míg György elesett az ostrom alatt, Gáspár és Márton a vár bevételénél tanúsított vitézségükért I. Ferdinándtól 1553-ban több birtokot, majd 1555. június 20-án címeres nemeslevelet kaptak.
1556. szeptember 8-án kapták adományba többek közt a Sáros vármegyei Ujfalut, ami a család fészke lett. A falut tulajdonosairól rövid időn belül már Péchy-Ujfalunak, majd Péchujfalunak vagy Pécsújfalunak nevezték, amiből a család előneve – péchujfalusi – eredt.
Márton, aki több követségben járt, s Lengyelországban Báthory Istvánt is több éven át híven szolgálta, 1600 táján utód hátrahagyása nélkül halt meg, mindenét testvérére, Gáspárra hagyva.
Gáspár, aki előbb Izabella magyar királyné apródja volt, 1551 körül Nádasdy Tamás familiárisaként lépett királyi szolgálatba. 1560-ban mint királyi biztos a gyulai vár udvarbírája. A továbbiakban is királyi megbízatásokat kapott, követségekbe járt és atyai jóakarója, Nádasdi Tamás nádor ügyeit intézte. 1560 táján elvette Dóczy Margitot, Dóczy Miklós és Ártándy Ilona lányát, akitől három fia három ágon vitte tovább a családot, úgymint Gáspár, Zsigmond és Pál ága.
A család az évszázadok során kiterebélyesedett, többek közt szatmári, abaúji, bihari ágakat eresztve. Tagjai között több jelentős személyt is találhatunk.
Az 1700-as, 1800-as években Gyöngyösapátiban voltak a családnak birtokai, egy ideig övék volt az ott található, mai Széchenyi-kastély is, amit 1810-ben eladtak gróf Széchényi Ferencnek.

## Gáspár  ága (idősebb ág)
Gáspár leszármazottai közül:
- Imre székely határőr ezredesként Erdélybe származott, s Gyergyóalfalun alapított családot tamásfalvi Túri Klárával. A család ezen ága – legjobb tudomásunk szerint – az 1800-as évek végén kihalt.
- Andor posta és távírda főtiszt Budapesten, 1868-ban született, leszármazottai élnek.
- Albin  1844–1848 között magyar királyi testőr, unokája Kálmán, altábornagy. Utolsó ismert fiúági leszármazottja Vilmos, aki 1920-ban Columbusban (Ohio, USA) született.
- Antal Sáros vármegyei törvényhatósági bizottsági tag, 1855-ben született, leszármazottai élnek.
- Nándor 1838-ban sárosi aljegyző, fiúágon utolsó két ismert leszármazottja William, és Louis, az 1890-es években születtek Elisabethben (New York, USA).
- István, akitől a kiskinizsi, valamint a kihalt tiszadobi ág eredt.
- Gáspár, 1808-ban Abaúj vármegye táblabírája, az abaúji evangélikus ág feje, kinek megemlítendő unokája, Tamás, aki többek között 12 éven keresztül volt az országgyűlés elnöke; leszármazottai élnek.

## Zsigmond ága
Zsigmond 1610–1621 között szepesi kamarai tanácsos, 1630-tól felső-magyarországi főpostamester, s a felső-magyarországi jövedelmek adminisztrátora.
Fia Gábor, sárosi alispán volt, ennek unokája pedig szintén Gábor, ő sárosi adminisztrátor és szeptemvir. Ennek a Gábornak egyik fia, ismét Gábor, ugyancsak szeptemvir volt, feleségül vette Majthényi Katalint, akitől József nevű fia született. Józsefet 1810. november 16-án grófi méltósággal ruházták fel. E grófi ág 1909-ben, Kálmán halálával kihalt.
Megemlítendő még dédunokája, Zsigmond, aki 1741-től alnádor, 1747-től Bereg vármegye adminisztrátora volt.

## Jelentősebb családtagok
- Péchy Imre (1753–1841) alispán, alnádor, a hétszemélyes tábla bírája
- Péchy Imre (1832–1898) honvéd, térképész, az államnyomda igazgatója
- Péchy László (1860–1948) mérnök, kormánytanácsos
- Péchy László (1877–1942) főispán, császári és királyi tanácsos
- Péchy Manó (1819–1883) abaúji főispán, politikus
- Péchy Tamás (1829–1897) honvédőrnagy, politikus, közmunka- és közlekedésügyi miniszter
- Péchy Zsigmond (1846–1930) földbirtokos, politikus, főispán